# Catalogue Raisonné des Plantes Vasculaires du Plateau Central de la France
Catalogue Raisonné des Plantes Vasculaires du Plateau Central de la France (abreviado Cat. Pl. Plateau Central) es un libro con ilustraciones y descripciones botánicas que fue escrito conjuntamente por Henri Lecoq & Martial Lamotte. Fue publicado en el año 1847.